# Gianni Giudici
Pour les articles homonymes, voir Giudici.
Gianni Giudici (né le 10 mars 1946 à Abbiategrasso, dans la province de Milan en Lombardie) est un pilote automobile italien.

## Carrière
- 1970-1992: Championnat d'Italie de Supertourisme
- 1993-1994 Deutsche Tourenwagen Meisterschaft
- 1995: International Touringcar Championship (18e)
- 1996: Championnat international de voiture de tourisme (18e)
- 1998: International Sportracing Series
- 2002: V8Star Series (18e), Coupe allemande d'Alfa 147
- 2004 et 2006: Euro Formule 3000
- 2005: FIA GT (1 course)
- 2008-2009: Speedcar Series
- 2010: Vainqueur de la catégorie Supersport en GT4 European Cup
- 2011: Vainqueur de la catégorie Supersport en GT4 European Cup